# José Guirrugo
José Ventura Guirrugo (Maputo, 3 de junho de 1992) é um futebolista moçambicano que atua como goleiro. Atualmente defende a União do Songo.

## Carreira
Iniciou a carreira em 2011, no Costa do Sol, onde jogou até 2014. Voltou ao Costa do Sol em 2017, conquistando a Taça de Moçambique e a Supertaça no ano seguinte, porém não teve seu contrato renovado para 2019.
Jogou ainda pelo Maxaquene (2014–15 e 2016–17), Incomáti de Xinavane (2019) e União do Songo, onde teve uma passagem anterior entre 2016 e 2017. Pela União do Songo, Guirrugo venceu 2 Taças de Moçambique (2016 e 2019).

## Seleção Moçambicana
Pela Seleção Moçambicana de Futebol, Guirrugo estreou em 2011, em um amistoso contra a Tanzânia que terminou com vitória dos Mambas por 2 a 0. Ficou 4 anos sem ser convocado para a seleção, voltando em 2015.

## Títulos
Costa do Sol
- Taça de Moçambique: 2017[carece de fontes?]

União do Songo
- Taça de Moçambique: 2016, 2019[carece de fontes?]